# ぜんまい式玩具

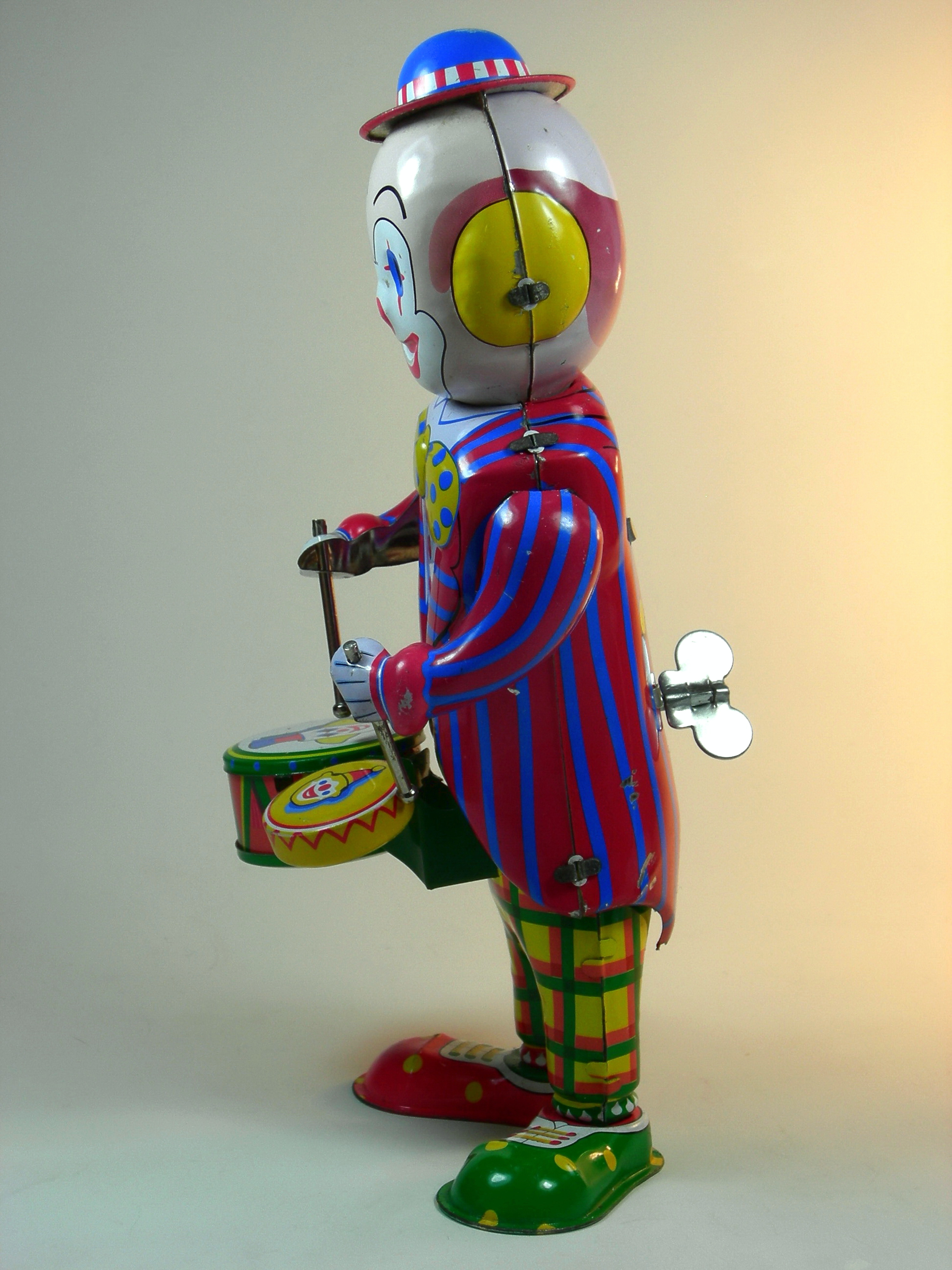
ぜんまい式のピエロの玩具。背面に巻鍵が見える。

ぜんまい式玩具（ぜんまいしきがんぐ）は、ぜんまい仕掛けによって動力を得る玩具である。

## 歴史
15世紀末、ドイツの発明家Karel Grodは、金属製のハエや機械式のワシなど最初期のぜんまい式玩具を作成した。1509年、レオナルド・ダ・ヴィンチはイタリアでルイ12世のためにぜんまい式ライオンを作成した。ぜんまい式玩具は最初は王族だけのためのものであり、より精巧で、歯車とバネの複雑な機構を持っていた。全ての動物は複雑な機械であるという自身理論の裏付けとして、ルネ・デカルトはオートマタの製造を試みていた可能性がある。伝説によれば、等身大のぜんまい式の人間の少女がスウェーデンに旅行した船上のデカルトの荷物から発見され、船長の命令により船外に投げ捨てられた。
大型で精巧なぜんまい式機械技術への興味が低下した後、ぜんまい式玩具は1800年代までにはより廉価で大量に作られた。
ヨーロッパの玩具製造業者は1880年代末の間に最初のぜんまい式ブリキの玩具を大量生産した。続く60年から70年間にわたって、多くの製造業者がより複雑な設計を作った。1960年代に、ぜんまい機構なしにモーターを作動させることができる小さく安価なアルカリ電池が登場すると流行は終わった。続く20年間にわたって、ぜんまい式玩具は人気を失った。
プラスチック製のぜんまい式玩具は1977年に始まった。この年、日本の企業トミーが歩くロボットを作った。小さく精密なプラスチック製歯車と部品を作るトミーの技術によって、歯車箱の大きさを小さくすることが可能になった。